# FFH-Gebiet Immenstedter Wald
Das FFH-Gebiet Immenstedter Wald ist ein Natura-2000-Schutzgebiet in Schleswig-Holstein im Kreis Nordfriesland im Nordosten der Gemeinde Immenstedt. Es liegt im Naturraum Schleswig-Holsteinische Geest. Im Osten bildet die Gemeindegrenze zu Ahrenviöl die FFH-Gebietsgrenze, im Süden die Gemeindestraße Ahrenviöler Weg, im Westen die Straße Waldweg und im Norden die Straße Norderholzweg. Es hat eine Fläche von 155 ha. Die größte Ausdehnung liegt in Nordwestrichtung und beträgt 2,35 km. Die höchste Erhebung mit 35 m über NN liegt auf der FFH-Gebietsgrenze am Ostrand unweit der Straße Zum Walde. Der tiefste Punkt liegt mit 7 m über NN an der Nordgrenze am Norderholzweg und dem Fließgewässer Piepgraben.

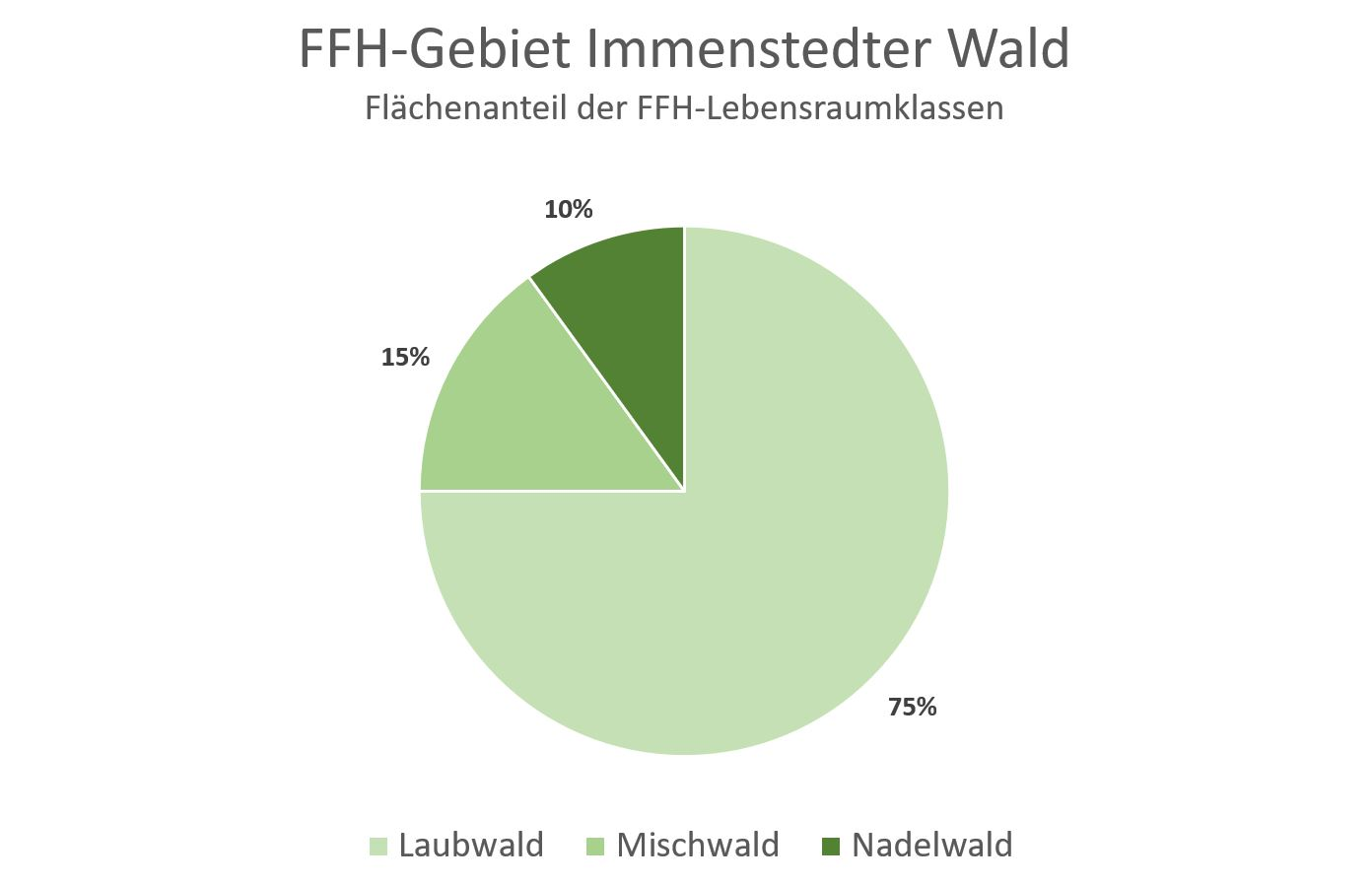
Diagramm 1: FFH-Lebensraumklassen

Der Immenstedter Wald ist ein hufeisenförmiges, geschlossenes Waldgebiet, das sich auf einem Geestrücken am Südrand der Arlauniederung um den Ortsteil Immenstedtholz schmiegt. Der südliche Teil, auch Immenstedter Gehege genannt, befindet sich mit knapp zwei Dritteln der Fläche im Besitz der Schleswig-Holsteinischen Landesforsten A.ö.R. Der nördliche Teil, auch Festholz genannt, befindet sich kleinteilig im Privatbesitz von fast 40 Eigentümern. Der Wald besteht zu drei Vierteln aus Laubwald und 10 % Nadelwald. Der Rest ist Mischwald.

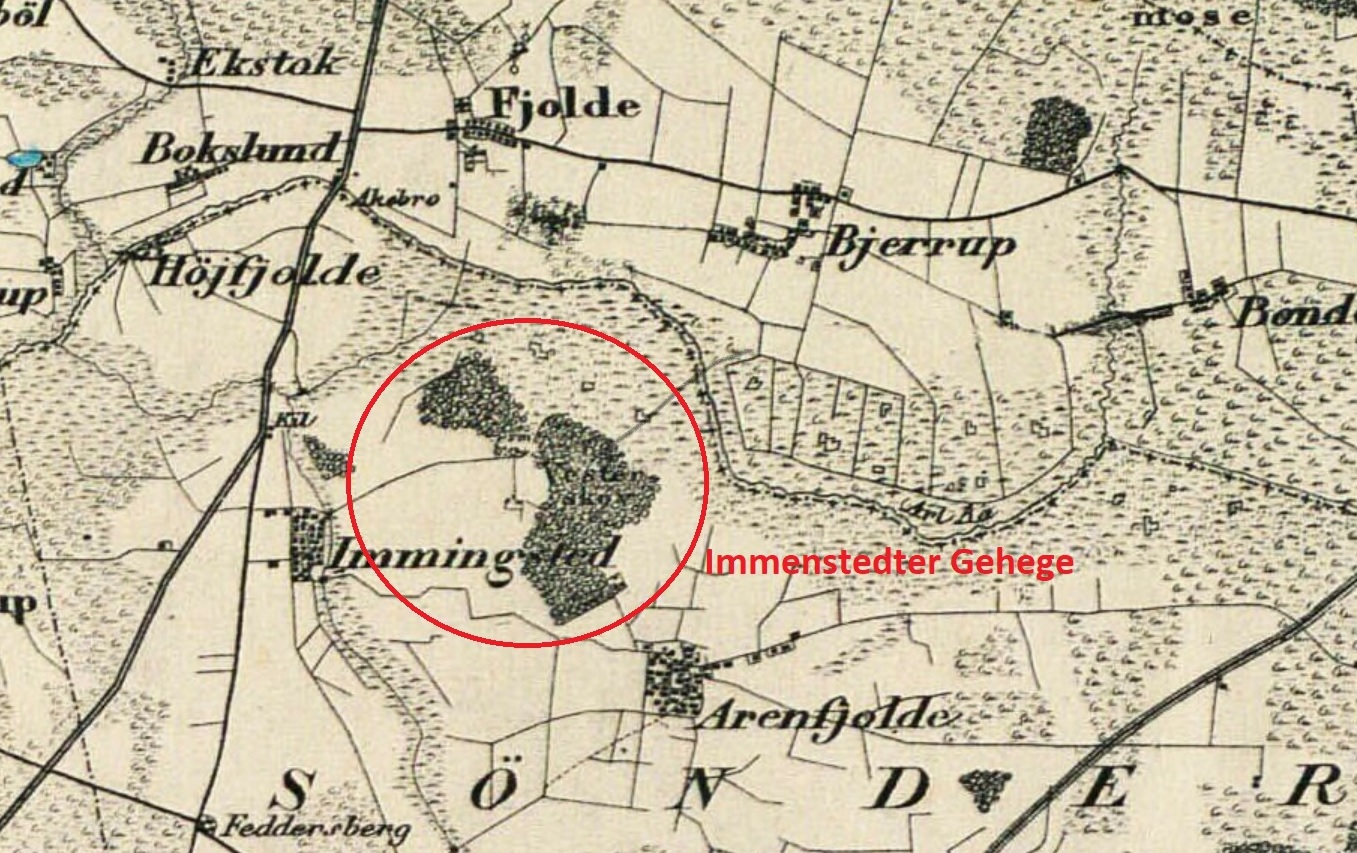
Bild 1: Immenstedter Wald um 1857

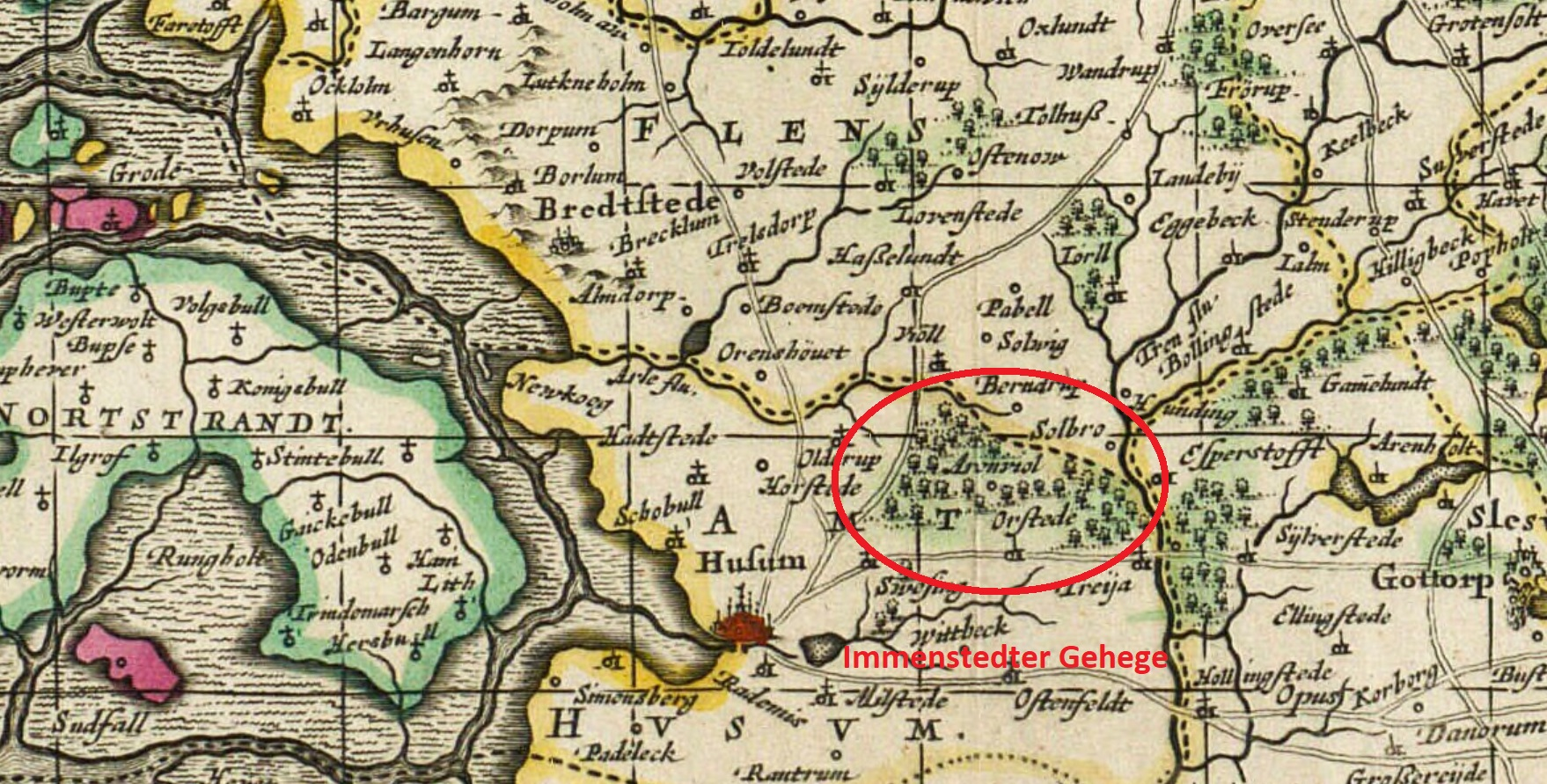
Bild 2: Immenstedter Wald um 1680

Es handelt sich um einen historischen Waldstandort, der bereits vor den preußischen Aufforstungsprogrammen des 19. Jahrhunderts in der Provinz Schleswig-Holstein bestanden hat, siehe Bild 1. Auf einem Kupferstich des Johannes Janssonius van Waesbergen aus dem Jahre 1680 scheinen die Wälder südlich der Ahrlau bei Ahrenviöl noch ausgedehnter gewesen zu sein und sich bis zur Treene bei Treia hin erstreckt zu haben, siehe Bild 2.

## FFH-Gebietsgeschichte und Naturschutzumgebung
Der NATURA 2000-Standard-Datenbogen (SDB) für dieses FFH-Gebiet wurde im Juni 2004 vom Landesamt für Landwirtschaft, Umwelt und ländliche Räume (LLUR) des Landes Schleswig-Holstein erstellt, im September 2004 als Gebiet von gemeinschaftlicher Bedeutung (GGB) vorgeschlagen, im November 2007 von der EU als GGB bestätigt und im Januar 2010 national nach § 32 Absatz 2 bis 4 BNatSchG in Verbindung mit § 23 LNatSchG als besonderes Erhaltungsgebiet (BEG) bestätigt. Der SDB wurde letztmals im August 2011 aktualisiert. Der Managementplan für das FFH-Gebiet wurde am 15. Februar 2012 veröffentlicht. Die Betreuung geschützter Gebiete in Schleswig-Holstein gem. § 20 LNatSchG wurde vom LLUR für dieses FFH-Gebiet dem Verein für Naturschutz und Landschaftspflege – Mittleres Nordfriesland e.V. übertragen. Dies gilt allerdings nur für die Flächen, die nicht Eigentum der Schleswig-Holsteinischen Landesforsten sind. Im Januar 2019 hat sich der Verein Runder Tisch Naturschutz Nordfriesland e.V. als Zusammenschluss aller am Naturschutz im Kreis Nordfriesland beteiligten Interessenvertreter gegründet. Dieser hat sich auch zum Ziel gesetzt, die Belange des FFH-Gebietes Immenstedter Wald zu thematisieren.
Im FFH-Gebiet befinden sich zwei gesetzlich geschützte archäologische Bodendenkmäler. Es handelt sich um zwei Grabhügel südwestlich des Verbindungsweges zwischen dem Immenstedter Ortsteil Immenstedtholz und der Straße Zum Walde in der Gemeinde Ahrenviöl. In unmittelbarer Nähe befinden sich keine weiteren Schutzgebiete. Der Nordteil des FFH-Gebietes befindet sich in der Einflugschneise des Flugplatzes Husum-Schwesing.

## FFH-Erhaltungsgegenstand

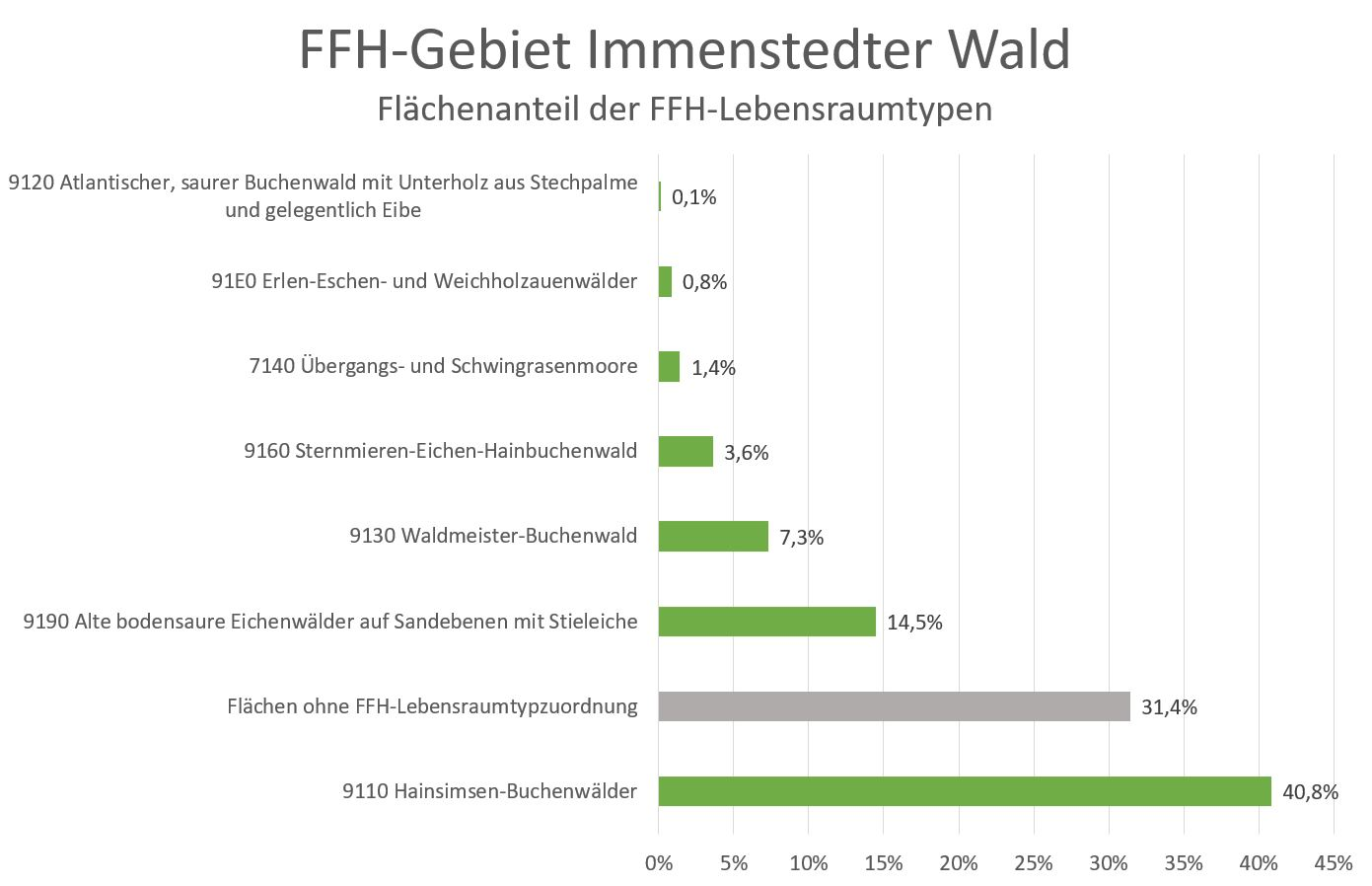
Diagramm 2: FFH-Lebensraumtypen

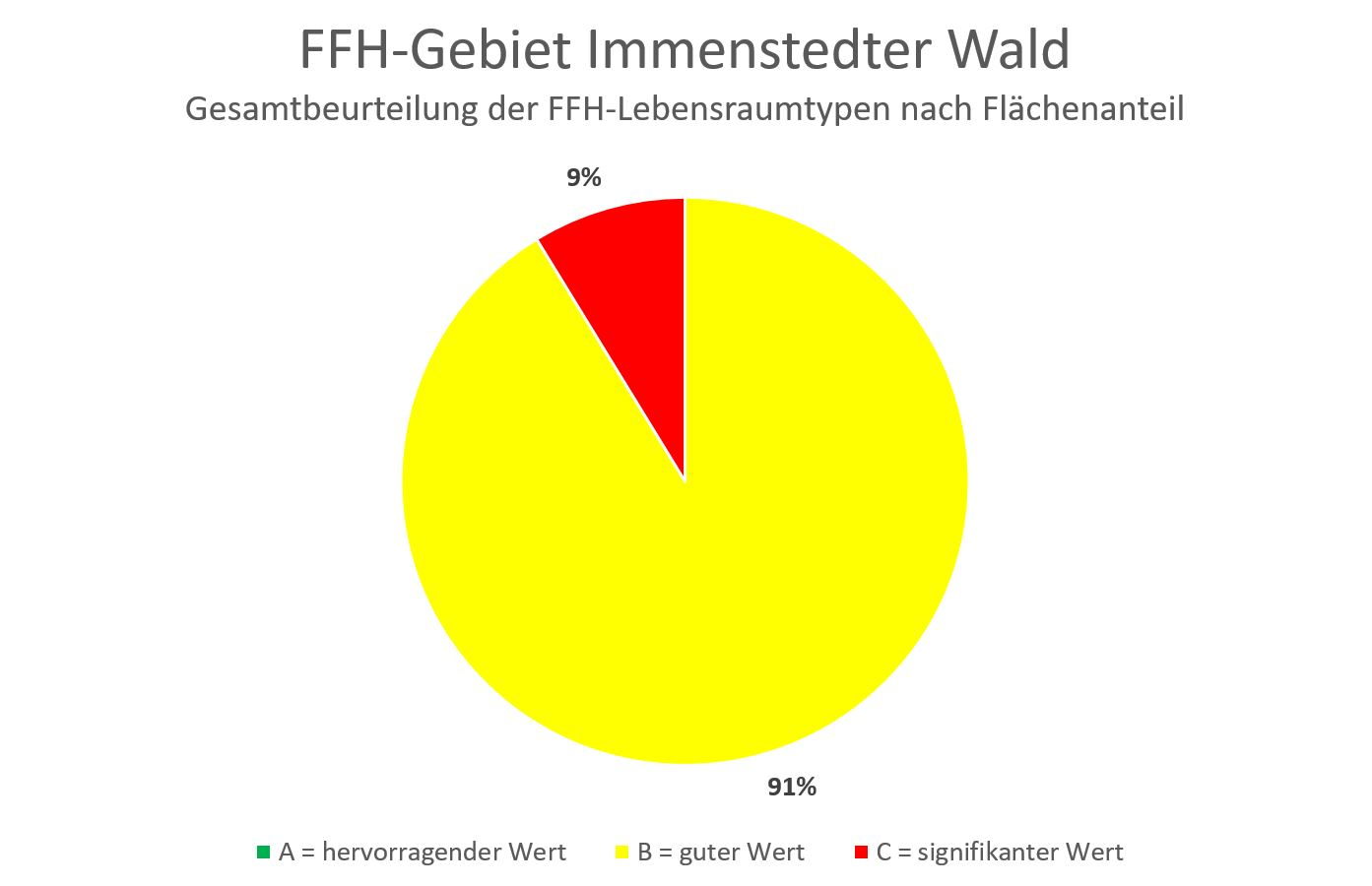
Diagramm 3: Gesamtbeurteilung der FFH-Lebensraumtypen

Laut Standard-Datenbogen vom August 2011 sind folgende FFH-Lebensraumtypen für das Gesamtgebiet als FFH-Erhaltungsgegenstände mit den entsprechenden Beurteilungen zum Erhaltungszustand der Umweltbehörde der Europäischen Union gemeldet worden (Gebräuchliche Kurzbezeichnung (BfN)): (* = Prioritärer Lebensraumtyp)
FFH-Lebensraumtypen nach Anhang I der EU-Richtlinie:
- 7140 Übergangs- und Schwingrasenmoore (Gesamtbeurteilung C)[15]
- 9110 Hainsimsen-Buchenwälder (Gesamtbeurteilung C)[16]
- 9120* Atlantischer, saurer Buchenwald mit Unterholz aus Stechpalme und gelegentlich Eibe (Gesamtbeurteilung C)[17]
- 9130 Waldmeister-Buchenwälder (Gesamtbeurteilung B)[18]
- 9160 Sternmieren-Eichen-Hainbuchenwälder (Gesamtbeurteilung B)[19]
- 9190 Alte bodensaure Eichenwälder auf Sandebenen mit Stieleiche (Gesamtbeurteilung C)[20]
- 91E0* Erlen-Eschen- und Weichholzauenwälder (Gesamtbeurteilung B)[21]

Am Nordrand des FFH-Gebietes in der Arlauniederung befinden sich die größten Bestände an bodensauren Eichenwäldern, während im Süden auf den Landesforstflächen bodensaurer Buchenwald vorherrschend ist. Im äußersten Nordwesten befindet sich ein 2,2 ha großes Übergangsmoor.

## FFH-Erhaltungsziele
Aus den oben aufgeführten FFH-Erhaltungsgegenständen werden als FFH-Erhaltungsziele von besonderer Bedeutung die Erhaltung folgender Lebensraumtypen im FFH-Gebiet vom Ministerium für Energiewende, Landwirtschaft, Umwelt und ländliche Räume des Landes Schleswig-Holstein erklärt:
- 9110 Hainsimsen-Buchenwälder
- 9120* Atlantischer, saurer Buchenwald mit Unterholz aus Stechpalme und gelegentlich Eibe
- 9130 Waldmeister-Buchenwälder
- 9160 Sternmieren-Eichen-Hainbuchenwälder
- 9190 Alte bodensaure Eichenwälder auf Sandebenen mit Stieleiche
- 91E0* Erlen-Eschen- und Weichholzauenwälder

Aus den oben aufgeführten FFH-Erhaltungsgegenständen werden als FFH-Erhaltungsziele von Bedeutung die Erhaltung folgender Lebensraumtypen im FFH-Gebiet vom Ministerium für Energiewende, Landwirtschaft, Umwelt und ländliche Räume des Landes Schleswig-Holstein erklärt:
- 7140 Übergangs- und Schwingrasenmoore

## FFH-Analyse und Bewertung

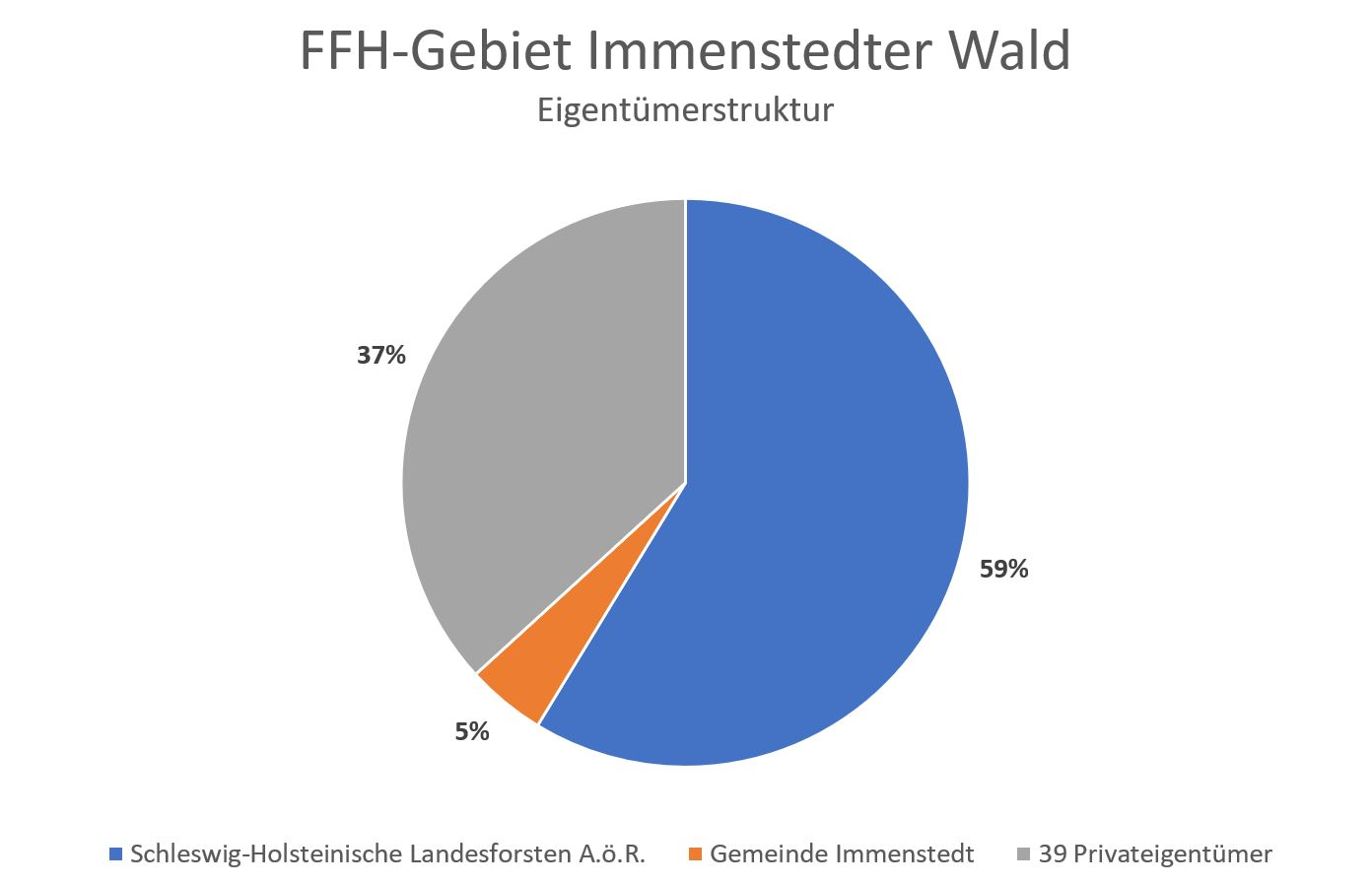
Diagramm 4: Eigentümer

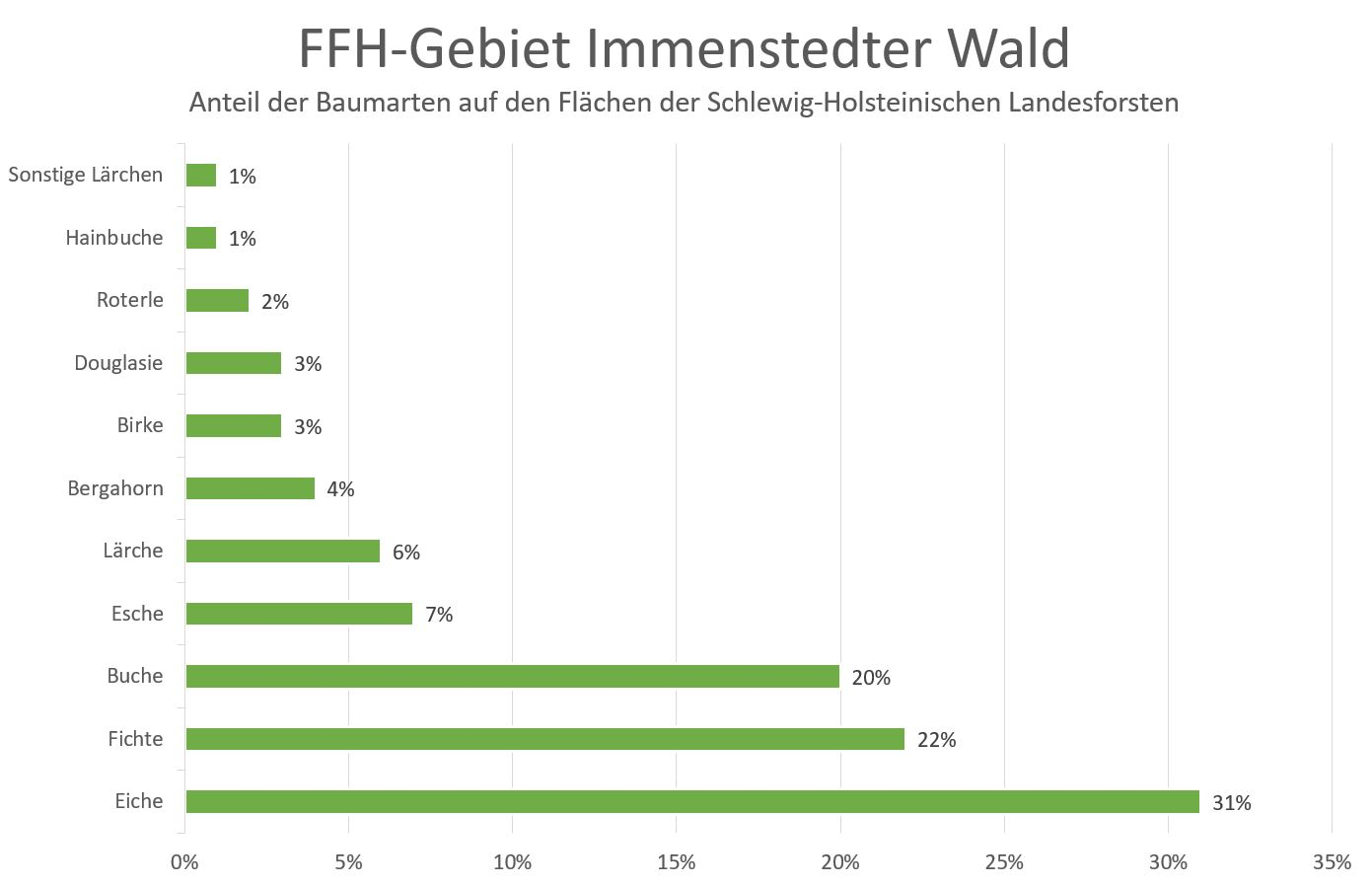
Diagramm 5: Baumarten

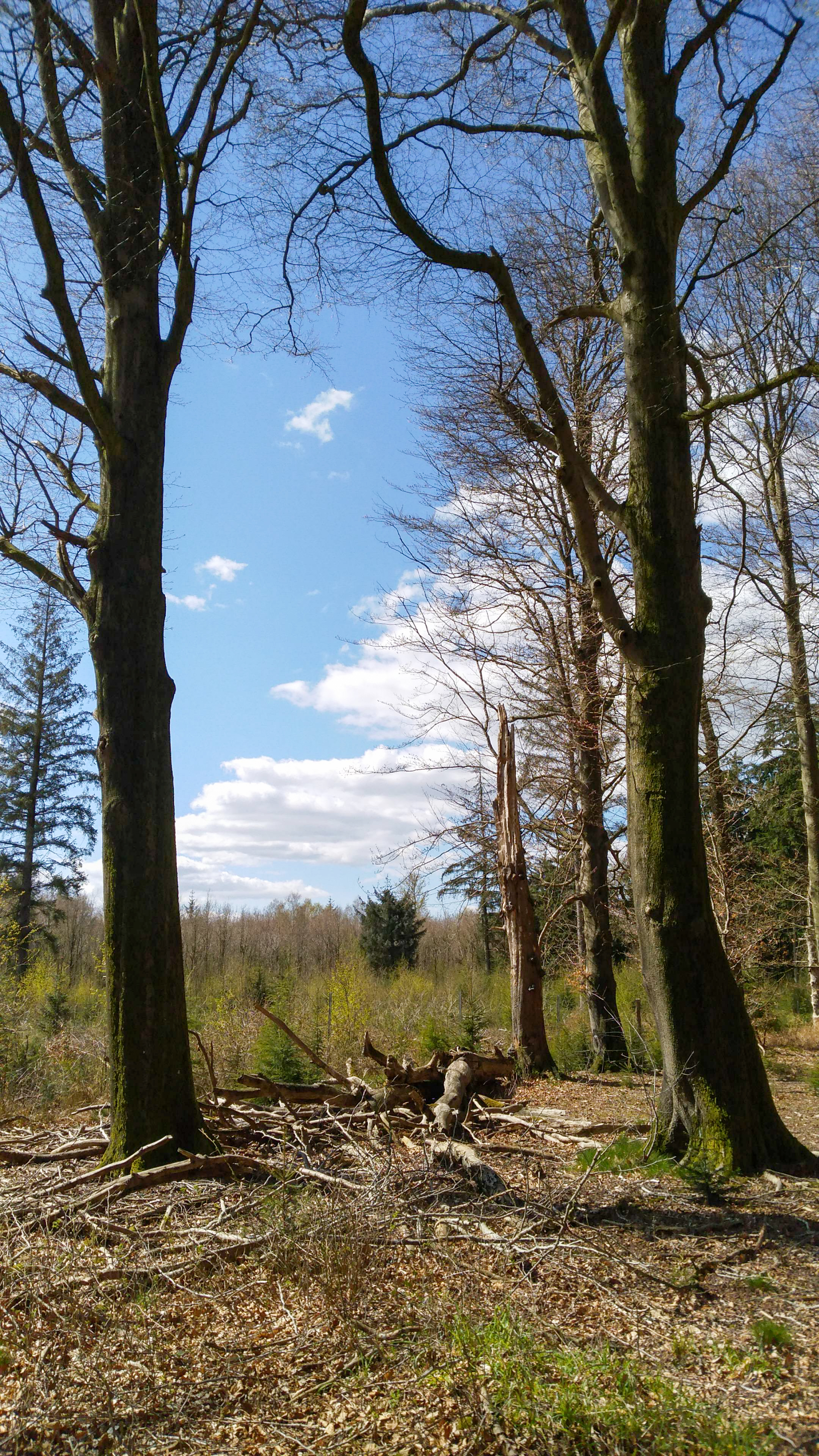
Bild 3: Stehendes und liegendes Totholz

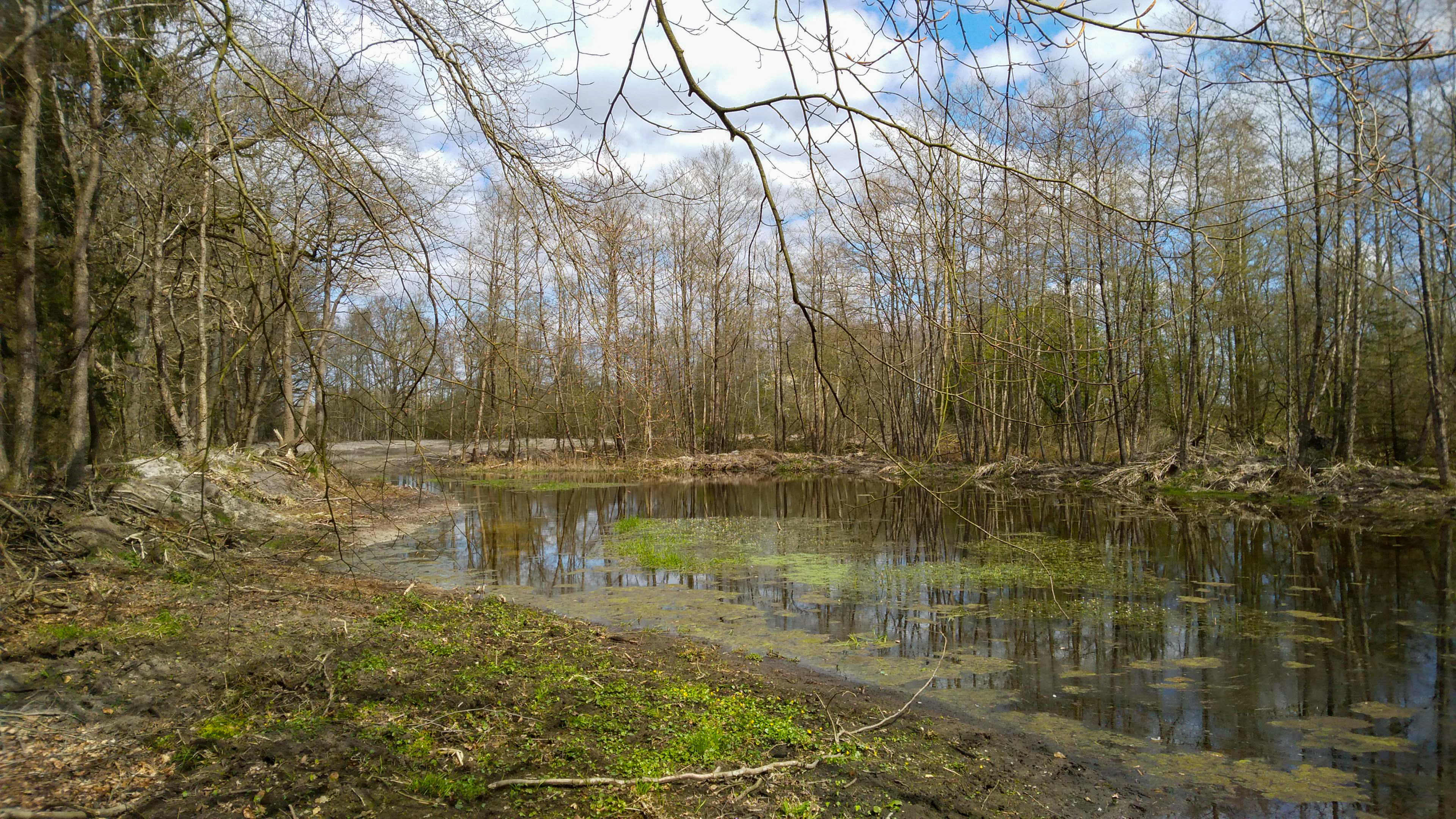
Bild 4: Eutropher See am Nordostende des FFH-Gebietes

Das Kapitel FFH-Analyse und Bewertung im Managementplan beschäftigt sich unter anderem mit den aktuellen Gegebenheiten des FFH-Gebietes und den Hindernissen bei der Erhaltung und Weiterentwicklung der FFH-Lebensraumtypen. Die Ergebnisse fließen in den FFH-Maßnahmenkatalog ein.
Das Waldgebiet enthält nur noch wenige Flächen mit Bäumen, die älter als 180 Jahre sind. Nach dem 2. Weltkrieg wurden auf Veranlassung der britischen Militärverwaltung in Schleswig-Holstein große Waldbestände als Reparationsleistungen abgeholzt und nach Großbritannien verfrachtet. Daraufhin wurden in der Folge diese Flächen von der deutschen Forstverwaltung mit schnellwachsenden, nicht heimischen Nadelgehölzen wieder aufgeforstet. Ziel der heutigen Waldentwicklung ist es, diese Nadelholzbestände mit der Zeit durch heimische Gehölze zu ersetzen (Waldumbau), die sich zudem dem Klimawandel besser anpassen können. Daneben haben sich die Schleswig-Holsteinischen Landesforsten in ihren Handlungsgrundsätzen zum Ziel gesetzt, prioritäre FFH-Waldlebensraumtypen in Naturwald umzuwandeln, das heißt, jeglicher Nutzung zu entziehen und in der Entwicklung sich selbst zu überlassen. Dazu gehören Schlucht- und Hangmischwälder, Moor- und Auenwälder. Die FFH-Lebensraumtypen im FFH-Gebiet werden im Standard-Datenbogen überwiegend mit der Note „gut“ bewertet. Mit der Note „hervorragend“ wurde noch keiner eingestuft. Dies liegt zum einen an der geringen Zahl von Altbäumen und zum anderen am geringen Totholzanteil. Beides zu verbessern, bedarf eines langen Zeitraumes.

## FFH-Maßnahmenkatalog
Der FFH-Maßnahmenkatalog im Managementplan führt neben den bereits durchgeführten Maßnahmen geplante Maßnahmen zur Erhaltung und Entwicklung der FFH-Lebensraumtypen im FFH-Gebiet an. Konkrete Empfehlungen sind in einer Maßnahmenkarte und vier Maßnahmenblättern beschrieben.

### Maßnahmenblatt Nr. 6.2a
Dies betrifft notwendige Erhaltungs- und Wiederherstellungsmaßnahmen mit der Priorität 1 in den Flächen der Privateigentümer im Westen des FFH-Gebietes. Im Jahre 2007 wurde zwischen dem MLUR und dem Waldbesitzerverband Bewirtschaftungsregeln für eine schonende Waldnutzung vereinbart. Dort befinden sich zudem gesetzlich geschützte Biotope aus Quellrinnen, die nicht aufgestaut werden dürfen, sowie geschützte Bruch- und Auwälder.

### Maßnahmenblatt Nr. 6.2b
Dies betrifft notwendige Erhaltungs- und Wiederherstellungsmaßnahmen mit der Priorität 1 in den SHLF-Flächen im Osten des FFH-Gebietes. Im Süden sollen in einigen Entwässerungsgräben Erdstaue eingebaut werden, um das Oberflächenwasser im Wald zu halten.

### Maßnahmenblatt 6.3a
Dies betrifft weitergehende Entwicklungsmaßnahmen mit der Priorität 2 in den Flächen der Privateigentümer im Westen des FFH-Gebietes. Sie beziehen sich zum einen auf längerfristige Maßnahmen des Waldumbaus von Nadel- zu Laubwald, Erweiterung des Altholz- und Totholzbestandes, sowie auf Nutzungsverzicht in den Flächen der Lebensraumtypen „Übergangsmoor“ und „bodensaure Eichenwälder“, Schaffung von Schutzstreifen an den Gebietsgrenzen im Nordwesten und Extensivierung der Grünlandnutzung in den Randbereichen zur Ahrlauniederung. Alle Maßnahmen sind mit Kosten für die Eigentümer verbunden, die vom Staat kompensiert werden müssen.

### Maßnahmenblatt 6.3b
Dies betrifft weitergehende Entwicklungsmaßnahmen mit der Priorität 2 in den SHLF-Flächen im Süden und Osten des FFH-Gebietes. Zum einen soll die Beseitigung der Beschattung von Kleingewässern zur Erhöhung der Artenvielfalt an deren Uferzonen beitragen und der Ankauf von Flächen am Waldrand zur Schaffung von Schutzstreifen zur Verhinderung von Nährstoffeinträgen aus der intensiven Landwirtschaft der Umgebung dienen.

## FFH-Erfolgskontrolle und Monitoring der Maßnahmen
Eine FFH-Erfolgskontrolle und Monitoring der Maßnahmen findet in Schleswig-Holstein alle 6 Jahre statt. Das letzte Folgemonitoring wurde am 10. Februar 2012 mit den dazugehörigen Karten veröffentlicht.